# Kingiobryum
Kingiobryum là một chi rêu trong họ Dicranaceae.